# Kupola
Kupola (talijanski) je sferični oblik svoda iznad građevina koja ima tlocrt kružnice, kvadrata ili mnogokuta.
Kupolu ponajviše grade kao kalotu ili polukuglu od kamena ili opeke, a u novije doba od armiranog betona u konstrukciji tzv. ljuske.
Kupola se može izvesti izravno na zidovima prostora ili preko posebnih konstrukcija: 
- trompa – ugaona trokutasta niša kojom se s kvadratne osnove prelazi na kružni oblik.
- pandantiv – sferični trokut kojim se s kvadratne osnove prelazi na sferični oblik.

Često se između kupole i pandantiva umeće cilindrični tambur.
Najčešće se na vrhu kupole ostavlja otvor za svjetlo (oculus) ili tornjić (lanterna) s prozorima.

## Povijest razvitka
Natkrivanje kamene kuće u obliku pčelinje košnice poznato je još u prapovijesnim kulturama Mediterana. Od njih je najpoznatija svakako Atrejeva riznica u Mikeni.
Svođenje kupole u klasičnom smislu bilo je poznato u Aziji već u starom vijeku. 
Široku primjenu doseže u starorimskoj arhitekturi, kada se pravi jedna od najpoznatijih i najvećih kupola – Panteon u Rimu (promjera i visine 43,3 m).
Kupole su osobito bitne u bizantskoj gradnji crkava – Aja Sofija u Istanbulu (promjera 31 m).
U srednjem vijeku se javljaju sporadično i to samo kao svodovi visokih tornjeva.
Rana renesansa oživljava arhitekturu po rimskim antičkim uzorima, a time i ponovnu uporabu kupole kao elementa arhitekture. Prva je bila kupola Prvostolnice u Firenci, djelo Fillipa Brunelleschija, 1420. – 1436.; a svakako najpoznatija i najveća je kupola Sv. Petra u Rimu.
Mnoge barokne građevine imaju kupole kao Torinska katedrala (Guarini), crkva Karla Boromejskog u Beču, Katedrala sv. Pavla u Londonu itd. 
Lukovičasta glava oblik je kupole, osobito kod pravoslavnih crkvi u Istočnoj Europi, naročito u Rusiji i Ukrajini. 
Kupole su česte u arhitekturi klasicizma (Panteon u Parizu, Opera u Parizu i dr.) i primjeni neostilova, kao npr. kupole Mirogoja ili HNK u Zagrebu.
U 20. stoljeću moderne betonske ljuskaste konstrukcije omogućile su veličanstvene kupolaste oblike kao na npr. Terminalu TWA zračne luke u New Yorku (Eero Sarninen), Dvorana športova u Rimu (Pier Luigi Nervi) promjera 60 m ili Milenijska kupola u Londonu.

## Slavne kupolaste građevine
- oko 1250. pr. Kr. – Atrejeva riznica, Mikena, Grčka.
- 125.  – Panteon, Rim, Italija.
- 537. – Aja Sofija, Istanbul, Turska.
- 691. – Kupola na stijeni, Jeruzalem
- 1312. – Kupola Sultanija, Iran.
- 1436. – Firentinska Katedrala, Firenca, Italija.
- 1502. – Tempietto, Rim.
- 1557. – Sulejmanija, Istanbul, Turska.
- 1561. – Crkva Sv. Vasilija Blaženog, Moskva, Rusija.
- 1574. – Džamija Selimija, Edirne, Turska.
- 1593. – Bazilika sv. Petra, Rim, Italija.
- 1615. – Džamija šejha Lotfalaha, Isfahan, Iran.
- 1616. – Plava džamija, Istanbul, Turska.
- 1653. – Taj Mahal, Agra, Indija.
- 1659. – Gol Gumbaz, Bijapur Karnataka, Indija.
- 1708. – Les Invalides, Pariz, Francuska.
- 1708. – Katedrala sv. Pavla, London, Engleska.
- 1733. – Bazilika Regina Montis Regalis, Vicoforte, Italija.
- 1749. – Radcliffe Rotunda, Oxford, Engleska.
- 1817. – Gumbad-e-Khazra (Zelena kupola), Masjid-e-Nabawi, Medina, Saudijska Arabija
- 1834. – Nacionalna galerija, London.
- 1852. – Katedrala u Helsinkiju, Helsinki, Finska.
- 1857. – Britanski muzej, London, England.
- 1858. – Katedrala sv. Izaka, Sankt-Peterburg, Rusija.
- 1850-ih – Capitol, Washington, SAD.
- 1881. – Kraljevska bolnica u Devonshireu, Buxton, Derbyshire, Engleska.
- 1887. – Stara zgrada Edinburgškog sveučilišta, Edinburgh, Škotska.
- 1902. – West Baden hotel, West Baden Springs, Indiana.
- 1924. – Palača burze u Zagrebu, Hrvatska
- 1957. – Beogradski sajam, Begrad, Srbija.
- 1960. – Araneta Kolosej, Quezon, Filipini.
- 1965. – Astrodome, Houston, TX, USA.
- 1975. – Superdome, New Orleans, LA, USA.
- 1981. – Hubert Humphrey Metrodome, Minneapolis, MN, USA.
- 1982. – RCA kupola, Indianapolis, Indiana, USA.
- 1983. – BC stadion, Vancouver, BC, Kanada.
- 1989. – Stockholm Globe Arena (Ø 110 m), Stockholm, Švedska.
- 1989. – SkyDome ili Rogerov centar, Toronto, ON, Kanada.
- 1992. – Georgia kupola. Atlanta, GA, USA.
- 2000. – Millenijska kupola, London, Engleska.
- 2001. – Projekt Eden, Cornwall, Engleska.
- 2007. – Global Pagoda, Mumbai, Indija.
- 2007. – Kyocera kupola, Osaka, Japan.

## Poveznice
- Luk
- Svod